# Монастырь Святого Бенедикта (Терамо)
Монастырь Святого Бенедикта (итал. Convento di San Benedetto), или Церковь и монастырь капуцинов (итал. Chiesa e convento dei Cappuccini) — церковь и бывший мужской монастырь Ордена Братьев Меньших Капуцинов (OFMCap) в городе Терамо на территории епархии Терамо-Атри под юрисдикцией Римско-католической церкви.
Согласно исследованиям историка Франческо Савини монастырь был основан в начале 1150 года. Первоначально находился в ведении бенедиктинцев, затем был передан иезуитам. В 1573 году церковь и монастырь перешли в ведение капуцинов. С 1902 года объект является итальянским национальным памятником.

## История и описание
Историк и археолог Франческо Савини в исследовании о средневековой архитектуре в Терамо указал, что монастырский комплекс, ныне известный под названием «церкви и монастыря капуцинов», освящённый во имя Святого Бенедикта, был построен в начале 1150 года, до разрушения Терамо в 1153 году. По свидетельству того же историка, он был возведён на месте древнеримского храма Вакха. Помимо архитектурных построек, монастырский комплекс также включал большой огород, который на востоке занимал территорию современной площади Данте, а на северо-западе в направлении проспекта Святого Георгия простирался далеко за пределы территории, ныне занимаемой Дворцом провинции.
Первым историческим документом, свидетельствующем о церкви и монастыре Святого Бенедикта в Терамо, является «Завещание Рипы Гвальтьери» под 1362 годом, по которому обители отошла некая часть наследства покойного.
Историк Муцио Муции в своих диалогах описывает монастырь, как расположенный в отдаленном и изолированном положении. В начале обитель принадлежала бенедиктинцам и, после краткого владения ею иезуитами, служившими в Терамо с 1570 по 1573 год, она была передана капуцинам.
В 1596 году здесь подвизались двенадцать монахов, занимавшиеся преподаванием и собравшие большую библиотеку. После упразднения монастыря в 1866 году книги из монастырской библиотеки были сданы на хранение в Королевскую коллегию, а затем переданы библиотеке им. Мелькьорре Дельфико в Терамо.
В XVIII веке в монастырской церкви был установлен деревянный алтарь работы монаха-капуцина Джованни Паломбльери из Терамо. В 1832 году историк Никкола Пальма в своей «Истории города и епархии Терамо» оставил точное описание церкви, содержащееся в IV томе его сочинения. В нём говорится о том, что первоначально храм имел три нефа, но после был уменьшен капуцинами. До XIX века на небольшой площади перед церковью стояло Распятие на деревянной колонне.
С 1812 по 1826 год была разобрана западная монастырская стена и засыпан ров, защищавший обитель в средневековье. Открытие новой набережной и создание подъездной дороги к Римским воротам совершенно уничтожили изолированность монастыря. Окончательно монастырь был упразднён в 1866 году муниципалитетом города Терамо. Территория монастырского сада была частично использована для расширения проспекта Милосердия, частично разделена на строительные участки и продана частным лицам. Помещения монастыря, с прилегающей небольшой частью древнего огорода, с 1878 года были переданы сёстрам милосердия для размещения в них детского приюта им. Королевы Маргариты. После закрытия приюта сёстры милосердия покинули монастырь. Теперь в некоторых помещениях бывшего монастыря находятся частные учебные заведения. Церковь по прежнему остаётся действующей.

## Произведения сакрального искусства
В церкви Святого Бенедикта находится алтарь с деревянным табернаклем в стиле барокко от 1762 года работы монаха-капуцина Джованни Паломбьери из Терамо. Также в храме находятся многочисленные картины, включая Распятие с предстоящими святыми Берардом и Франциском. Во время передачи монастырских зданию приюту Святого Карла, впоследствии приюта им. Королевы Маргариты, в храм были перенесены произведения сакрального искусства их упразднённой церкви Святого Карла.
В старой трапезной монастыря находится фреска, предположительно XVIII века, изображающая евангельскую историю омовения ног Иисуса Христа блудницей. Фреска находится в комнате, которая была заброшена в течение нескольких лет.